# 千禧塔 (舊金山)

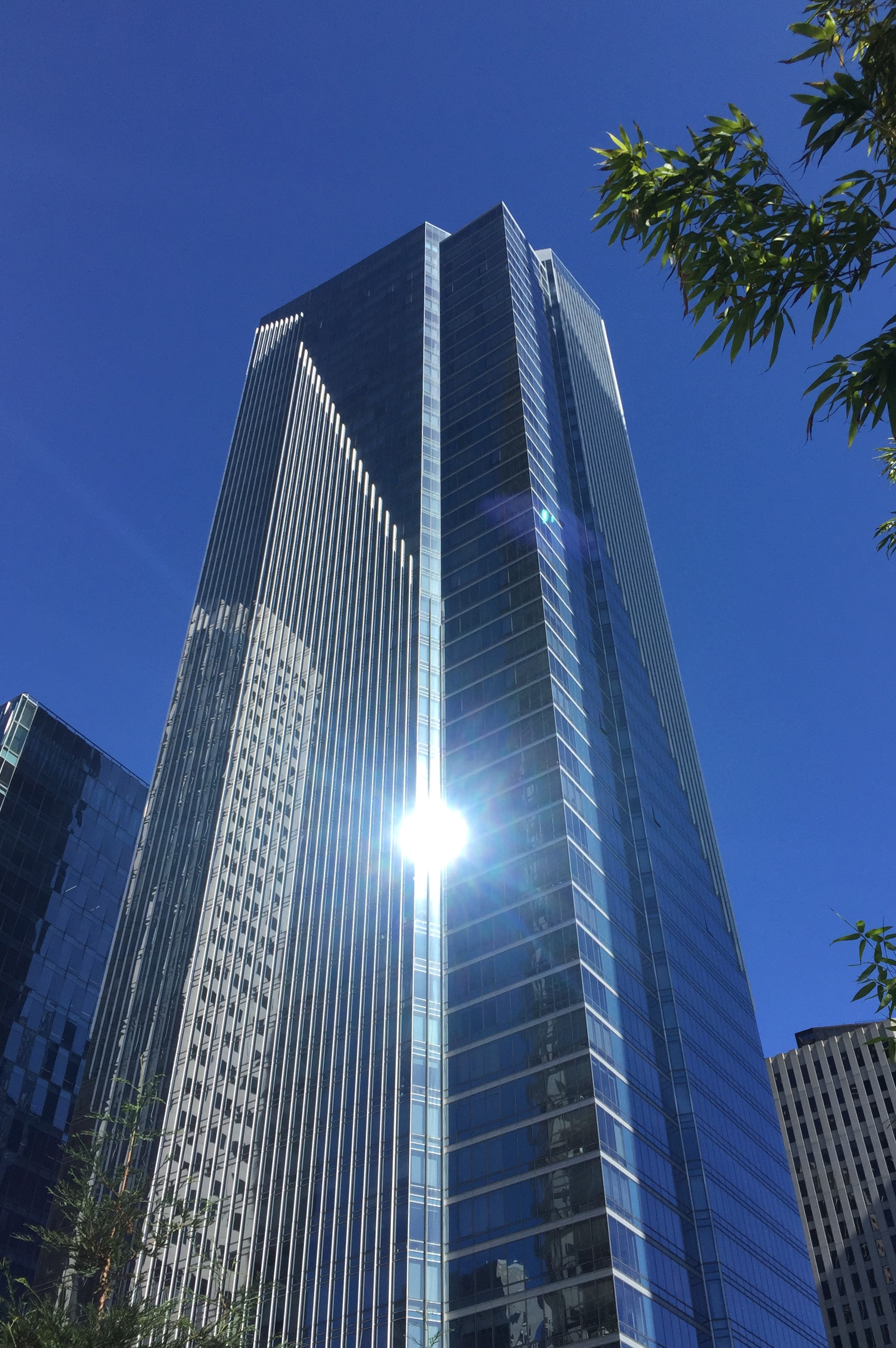

千禧塔（Millennium Tower）是美國舊金山市場南的一座摩天大樓。因為沉降與傾斜，這座高645英尺的建築現在正在進行修復工作。該建築主要作為住宅樓使用，是舊金山最高的住宅樓。

## 外部連結
- 官方网站